# Zehnebeck

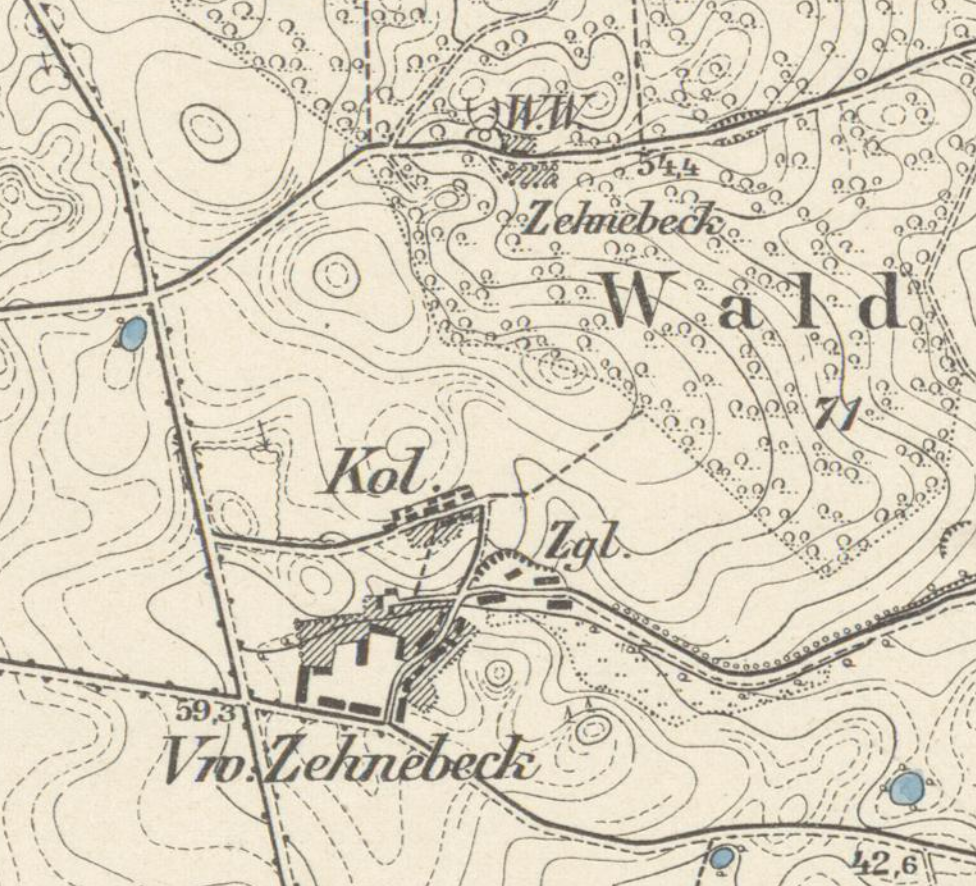
Vorwerk Zehnebeck mit Ziegelei, Kolonie Zehnebeck und Waldwärterhaus Zehnebeck, Ausschnitt aus dem Messtischblatt 2750 Gramzow von 1890 (Aufnahme 1888)

Zehnebeck ist ein Wohnplatz in der Gemeinde Gramzow im Landkreis Uckermark (Brandenburg). Der Wohnplatz entstand im Grunde aus vier verschiedenen Siedlungskernen, dem Vorwerk Zehnebeck, der Kolonie Zehnebeck, der Ziegelei und der Försterei Zehnebeck. In der Mitte des 19. Jahrhunderts gehörten sie zu drei verschiedenen kommunalrechtlichen Einheiten. Ein mittelalterliches Dorf war vermutlich früh wieder wüst gefallen, und die Feldmark bewaldete sich wieder. 1777/78 wurde ein Waldstück im Zehnebeck gerodet, und ein Vorwerk und eine Kolonie wurden angelegt. Nur wenig später dürfte auch schon die Ziegelei angesiedelt worden sein. Das Forsthaus wurde vor 1825 etwas weiter nördlich angelegt. Es wurde nach dem Zweiten Weltkrieg abgebrochen.

## Lage
Der Wohnplatz Zehnebeck liegt etwa 2,8 km Luftlinie ostnordöstlich vom Ortskern von Gramzow. Er ist durch eine aus der Zeit nach dem Zweiten Weltkrieg stammende sehr lockere Bebauung entlang der Zehnebecker Straße quasi mit Gramzow verbunden. Er liegt auf 47 m ü. NHN. Nur etwa ein bis anderthalb Kilometer östlich liegt die Randowniederung, die hier bis etwa 4 km breit ist. Die Randow fließt an dieser Stelle nach Süden zur Welse ab. Das Forsthaus Zehnebeck lag etwa 450 Meter nördlich der Kolonie; es existiert nicht mehr (Lage:).

## Geschichte
Der Wohnplatz entstand ursprünglich aus vier verschiedenen Siedlungskernen, dem Vorwerk Zehnebeck, der Kolonie Zehnebeck, der Ziegelei beim Vorwerk und der Försterei Zehnebeck, die in der 2. Hälfte des 19. Jahrhunderts zeitweise zu drei verschiedenen kommunalrechtlichen Einheiten gehörten. Die Kolonie Zehnebeck gehörte zur Landgemeinde Gramzow und damit zum Gemeindebezirk Gramzow, das Vorwerk Zehnebeck und die Ziegelei gehörten zur Staatsdomäne Gramzow und damit zum Gutsbezirk Gramzow. Ab 1874 gehörte auch die Büdnerkolonie zum Gutsbezirk Gramzow. Das etwa 600 Meter nördlich davon liegende Forsthaus Zehnebeck gehörte schließlich zum Gutsbezirk Forst Gramzow. Entsprechend wird die Geschichte der drei kommunalen Einheiten abgehandelt. Die Angaben zur kommunalen Zugehörigkeit in den zitierten Werken sind aber oft widersprüchlich.

### Frühe Geschichte
Zehnebeck war wahrscheinlich ein im Mittelalter angelegtes Dorf, das möglicherweise noch im 12. Jahrhundert wüst fiel. Als der Zehnebeck wurde in der Frühen Neuzeit auch die wüste Feldmark bezeichnet, die sich wieder bewaldet hatte. 1554 ist der Name als Zenebeck überliefert, 1580 und 1592 als Zenebecke. In diesem Bereich liegen mehrere Fundplätze mit jungslawischen Scherben, die auf jungslawische Siedlungen hindeuten. Die Bedeutung des Namens Zehnebeck/Zenebeck lässt sich nicht eindeutig erschließen. Während das Grundwort -beck auf das mnd. *beke = Bach zurückzuführen ist, Zehnebeck liegt an einem Bach, entzieht sich das Bestimmungswort Zene (1554) einer sicheren Deutung. Schlimpert bringt es in einen Zusammenhang mit Zinna und deutet es als vorslawischen Ursprungs. Wauer hält eine solche Interpretation, auch aufgrund der sehr späten urkundlichen Nennung, für hypothetisch.
1354 musste der brandenburgische Markgraf Ludwig II. Gramzow und Umgebung (später Stolpirischer Kreis genannt) an das Herzogtum Pommern abtreten. Erst 1472 gelangte das Gebiet wieder an Brandenburg. 1554 war der Zehnebeck ein Waldgebiet und gehörte zum Kloster Gramzow. Dem Kloster Gramzow stand außerdem das Jagdrecht im Zehnebeck zu.
Mit der Säkularisierung des Klosters Gramzow kam das Waldgebiet Zehnebeck an das Amt Gramzow. Die Gemeinde Gramzow und der Müller der Rothemühle bei Gramzow hatten aber 1592 Holzrechte im Zehnebeck. Das Vorwerk Gramzow, die spätere Staatsdomäne, bewirtschaftete 1592 Wiesen im Zehnebeck, und die 15 Gramzower Kossäten hatten je einen Morgen kurfürstlichen Acker im Zehnebeck und im Kifellandt (nicht genauer lokalisiert). 1718 waren der Gemeinde Gramzow die Holzungsrechte im Zehnebeck allerdings entzogen worden. Sie hatte Ersatz an anderer Stelle im Forst Gramzow bekommen.

### Die Kolonie Zehnebeck
1777 wurden Pläne zur Urbarmachung eines Bruches mit 350 Morgen und zum Aufbau eines neuen Vorwerks im Zehnebeck ausgearbeitet. 1778 wurde mit den Arbeiten begonnen. 1779 wurden neun Kolonisten angesiedelt. Ebenfalls 1779 wurden die Erbverschreibungen für sieben Kolonisten ausgestellt. 1817 hatte das Vorwerk Zehlenbeck (oder Zehnbeck) 93 Einwohner. Zehnebeck gehörte damals zum Stolpirischen Kreis der Mark Brandenburg. Mit der Kreis und Provinzreform 1816/17 kam Zehnebeck zum Kreis Angermünde.
1837 werden acht Kolonistenstellen in der Kolonie Zehnebeck genannt. 1840 zählten das Vorwerk und die Kolonie Zehnebeck zusammen 11 Wohnhäuser und hatten 129 Einwohner. 1858 hatte die Büdnerkolonie Zehnebeck – mit Einschluss des Waldwärterhauses Zehnebeck – zehn Wohnhäuser, 13 Wirtschaftsgebäude und 72 Einwohner und gehörte zur Landgemeinde Gramzow. Riehl und Scheu geben 14 Wohnhäuser und 160 Einwohner für Zehnebeck an, wobei hier nicht zwischen Kolonie und Vorwerk unterschieden ist. Nach den ... Ergebnisse(n) der Grund- und Gebäudesteuerveranlagung im Regierungsbezirk Potsdam von 1867 (Stand 1864) hatte der Gutsbezirk Domäne Gramzow 220 Einwohner. Hier sind wohl auch Einwohner von Gramzow selber mit eingerechnet, deren Häuser zum Gutsbezirk Gramzow gerechnet wurden.
Das Werk Die Gemeinden und Gutsbezirke des Preussischen Staates und ihre Bevölkerung von 1873 (Stand 1871) führt die Kolonie Zehnebeck unter der Gemeinde Gramzow auf. Sie hatte damals (nun ohne das Forsthaus Zehnebeck) 6 Wohngebäude und 48 Einwohner. Auf S. 294 wird dies berichtigt; die Büdnerkolonie Zehnebeckt gehört zum Gutsbezirk Gramzow. Mit der Auflösung des Amtes Gramzow und Übertragung der hoheitlichen Aufgaben an den Kreis Angermünde und die neu gegründeten Amtsbezirke 1872/74 kam die Büdnerkolonie Zehnebeck an den Amtsbezirk Nr. 2 Gramzow des Kreises Angermünde. Nach dieser Aufstellung gehörte die Büdnerkolonie Zehnebeck wie auch das Vorwerk nun zum Gutsbezirk der Domäne Gramzow, ebenso in der ... Revision und endgültige(n) Feststellung der Amtsbezirke in den Kreisen des Regierungsbezirks Potsdam ... von 1881.  Lehnerdt (1882) gibt für die Kolonie Zehnebeck eine Einwohnerzahl von 48 Personen an.

### Das Vorwerk und die Ziegelei
Das Vorwerk Zehnebeck wurde wahrscheinlich zeitgleich mit der Büdnerkolonie Zehnebeck angelegt. Noch vor 1800 wurde nordöstlich des Vorwerks eine Ziegelei etabliert. Sie existierte bis um/nach 1900. Nach der Ortschaftsstatistik von Richard Boeckh von 1861 gehörte das Vorwerk Zehnebeck mit der Ziegelei wie auch der Koboldtenhof damals direkt zum Domänenvorwerk in Gramzow.
1868 wurde die Domäne Gramzow verpachtet. Die Größe des Vorwerk Zehnebeck wurde in der Anzeige zur Verpachtung im Königlich Preußischen Staats-Anzeiger mit 931 Morgen 48 Quadratruten Acker, 627 Morgen 86 Quadratruten Wiesen, 182 Morgen 134 Quadratruten Hütung, 13 Morgen 79 Quadratruten Rohrung, 4 Morgen 124 Quadratruten Gärten, 7 Morgen 96 Quadratruten Hof- und Baustellen und 48 Morgen 30 Quadratruten unbrauchbares Land, insgesamt 1815 Morgen 57 Quadratruten angegeben (entspricht etwa 453 ha).
1871 standen im Vorwerk Zehnebeck fünf Wohngebäude, die Wohnbevölkerung betrug 64 Personen. Mit der Auflösung des Amtes Gramzow und Bildung der Amtsbezirke kam das Vorwerk, der Gutsbezirk Gramzow mit den Vorwerken Zehnebeck und Koboltenhof und der Büdnerkolonie Zehnebeck zum Amtsbezirk Nr. 2 Gramzow des Kreises Angermünde. Lehnerdt (1882) gibt für das Vorwerk eine Einwohnerzahl von 64 Personen an. In den Güterbüchern sind leider keine getrennten Zahlen für die Domäne in Gramzow und das Vorwerk Zehnebeck enthalten. Auf dem Vorwerk wurde auch eine Brennerei betrieben. Beim Verkauf des Vorwerks 1932 hatte es eine Größe von 302 ha. Wann die Ziegelei aufgegeben wurde, ließ sich bisher nicht ermitteln.

### Die Försterei Zehnebeck
Bereits 1540 hatte ein kurfürstlicher Heidereiter (später einem Oberförster entsprechend) seinen Sitz in Gramzow. Die spätere Oberförsterei Gramzow lag ca. 3,5 km südwestlich von Gramzow. Um 1855 unterstanden der Oberförsterei Gramzow die Förster der Forsthäuser Löcknitz, Caselow, Melzow und Dreiecksee sowie der Forstaufseher (damals auch Hilfsaufseher genannt) im Waldwärterhaus Zehnebeck. Schon 1688 hatte nicht nur der Heidereiter, sondern auch ein Heideläufer (später einem Unterförster oder Förster entsprechend) seinen Sitz in Gramzow. Das Waldwärterhaus Zehnebeck wurde schon vor 1825 angelegt. Im Urmesstischblatt von 1827 ist es als Waldwärter markiert. Schon vor 1800 ist kein Heideläufer oder Unterförster mehr in Gramzow selber genannt. Es ist denkbar, dass das Waldwärterhaus Zehnebeck anstelle eines Unterförsterhauses in Gramzow selber errichtet wurde.
Nach der Ortschaftsstatistik von Richard Boeckh von 1861 wurde damals die Oberförsterei Gramzow zur Landgemeinde Gramzow gerechnet. Sie hatte damals noch ihren Sitz in Gramzow. Das Waldwärterhaus Zehnebeck mit seinem Schutzbezirk, der Schutzbezirk Dreiecksee und das Forsthaus Dreiecksee und der Schulzbezirk Melzow mit dem Forsthaus in Melzow und einem Forstaufseherhaus in Meichow bildeten das Forstrevier Gramzow oder Gutsbezirk Forst Gramzow. Riehl und Scheu nennen 1861 für das Forsthaus Zehnebeck ein Wohnhaus und fünf Einwohner. Nach den ... Ergebnisse(n) der Grund- und Gebäudesteuerveranlagung im Regierungsbezirk Potsdam von 1867 (Stand 1864) hatte der Gutsbezirk Kgl. Oberförsterei Gramzow 31 Einwohner.
1871 bestand der Wohnplatz Forsthaus Zehnebeck aus einem Wohnhaus mit 6 Bewohnern. Nach diesem Werk gehörte nun auch die Oberförsterei zum Forstgutsbezirk Gramzow. 1881 umfasste der Gutsbezirk Gramzower Forst die Oberförsterei Gramzow, das Waldwärterhaus Zehnebeck, das Forsthaus Dreiecksee und zwei Bahnwärterhäuser im Gramzower Forst. Lehnerdt (1882) gibt für das Forsthaus eine Einwohnerzahl von 6 Personen an.

### Waldwärter und Förster im Forsthaus Zehnebeck
- (1842) bis (1855) Waldwärter Grunewald[13][14]
- (1868) Waldwärter Menger, interimistisch[15]
- ab 1. Juli 1868 Otto Mollenhauer, war vorher Reservejäger und wurde mit Stellenvergabe zum Waldwärter ernannt[16]
- zum 1. Juli 1875 Waldwärter Friedrich Schrader, Feldwebel und Forstaufseher in der Oberförsterei Gramzow, wurde mit Stellenvergabe zum Waldwärter ernannt[17]
- bis 30. Juni 1884 Waldwärter Wilke, Jäger und Waldwärter, wurde in die Försterei Sperenberg versetzt, wurde zum Amtsantritt in Sperenberg zum Förster ernannt[18]
- ab 1. Juli 1884 bis 30. Juni 1891 Waldwärter August Hellmann, Reservejäger und Forstaufseher, zunächst interimistisch,[19] er wurde 1891 in die Försterei Löcknitz versetzt, dort mit Amtsantritt zum Förster ernannt[20] (Vater des Paul Hellmann (Marineoffizier))
- ab 1. Oktober 1891 Förster Schuch, vorher Dreetz, Oberförsterei Havelberg[20] interimistisch
- 1. März 1898 bis (1901) Waldwärter Rakowitz[21][22]

### Wohnplatz und Ortsteil Zehnebeck
Erst 1928 wurden die Kolonie Zehnebeck, das Vorwerk Zehnebeck mit der Ziegelei und das Forsthaus Zehnebeck mit der Gemeinde Gramzow vereinigt. 1931 waren die Kolonie Zehnebeck, das Vorwerk Zehnebeck und das Forsthaus Zehnebeck jeweils Wohnplätze der Gemeinde Gramzow. Nach dem Zweiten Weltkrieg wurde dann nicht mehr zwischen Kolonie, Vorwerk und Forsthaus unterschieden. 1950 und 1957 war Zehnebeck ein Wohnplatz von Gramzow. 1977 hatte Zehnebeck sogar dem Status eines Ortsteils.
Das 301 ha große Vorwerk Zehnebeck wurde 1932 an die Gemeinnützige Siedlungsgesellschaft Deutscher Ostbund m.b.H. verkauft. Geplant war die Schaffung von neun Bauernstellen mit 15 bis 20 ha Größe sowie 11 Halbbauernstellen mit 9 bis 10 ha. 9 Gehöfte waren vorhanden, so dass 11 Gehöfte neu errichtet werden mussten. Vor dem Aufkauf wohnten 13 Familien im Vorwerk Zehnebeck.
Aufgrund der vergleichsweise geringen Größen des Grundbesitzes kam es im Zuge der Bodenreform zu keinen Enteignungen. Schon 1953 bildete sich eine erste LPG Typ I mit 8 Mitgliedern und 34 ha landwirtschaftlicher Nutzfläche. Sie wurde schon zwei Jahre später an die LPG Typ III in Gramzow angeschlossen. 1960 gehörten einer zweiten LPG Typ I mit 46 Mitgliedern 227 ha landwirtschaftliche Nutzfläche. Sie wurde 1971 an die LPG Typ III in Lützlow angeschlossen. 1978 hatten sowohl die Kooperative Rinderhaltung Gramzow als auch die Kooperative Jungviehaufzucht Lützlow eine Jungrinderanlage in Zehnebeck.

### Bevölkerungsentwicklung
Da keine durchgehenden separaten Einwohnerzahlen für Kolonie, Vorwerk und Forsthaus Zehnebeck vorliegen, wird hier eine Übersicht über die Gesamteinwohnerzahl des Wohnplatzes gegeben, zumal ja nach dem Zweiten Weltkrieg die Unterscheidung der einzelnen Komponenten des Wohnplatzes wegfiel. Bratring (1805) erwähnt den Wohnplatz (als Zehlenbeck oder Zehnbeck, Vorwerk nebst Ziegelei und einigen Kolonisten), er gibt aber keine separaten Zahlen an; Gebäude und Einwohner sind unter Gramzow mit inbegriffen.
| Jahr      | 1817 | 1840 | 1858 | 1861 | 1871 | 1903 | 1912 | 1925 | 1971 |
| Einwohner | 93   | 129  | 134  | 165  | 138  | 76   | 116  | 102  | 91   |